# Гресь Віктор Олександрович
Ві́ктор Олекса́ндрович Гре́сь — старший солдат Збройних сил України, учасник російсько-української війни.

## З життєпису
Призваний на військову службу в кінці березня 2014-го Яготинським районним військовим комісаріатом.

## Нагороди
За особисту мужність і героїзм, виявлені у захисті державного суверенітету та територіальної цілісності України, вірність військовій присязі під час російсько-української війни
- нагороджений орденом «За мужність» III ступеня (26.2.2015).